# カーリー・ストリングス
カーリー・ストリングス (Curly Strings) は、エストニアのフォークソングバンド。

## 来歴
- 2013年、結成。
- 2014年、アルバム『Üle Ilma』（邦題『世界を巡れ』）でデビュー。
- 2015年、エストニアン・ミュージック・アワード（英語版）で、アルバム『Üle Ilma』がアルバム・オブ・ザ・イヤー、バンド・オブ・ザ・イヤー、ニューカマー・オブ・ザ・イヤーの3部門を受賞。「Kauges Külas」（遠くの村で）と言う曲で、ソング・オブ・ザ・イヤーを受賞。
- 2016年、ヨーロピアン・ワールド・オブ・ブルーグラス・フェスティバル（英語版）で、ベスト・ヨーロピアン・ブルーグラス・バンド賞とリズ・マイヤー賞を受賞。来日公演を行う[1]。
- 2017年、エストニアン・フォーク・ミュージック・アワードで、ベスト・ニュー・フォーク・アーティスト 2017 を受賞。来日公演を行う[2]。

## メンバー
- エーヴァ・タルシ (Eeva Talsi、1988年12月17日 - ) 
  - フィドル（ヴァイオリン）、ボーカル、作詞を担当。
  - タルトゥ出身。
  - 2002年、Ülenurme Muusikakool を卒業。その後、タルトゥ大学ヴィリヤンディ文化アカデミー（英語版）を卒業。
  - 元々はクラシック音楽のヴァイオリン奏者だった。
- ヴィッル・タルシ (Villu Talsi、1988年9月28日 - )  
  - マンドリン、ボーカルを担当。
  - タルトゥ大学ヴィリヤンディ文化アカデミーで伝統的なマンドリンとギターを教えている。
  - 2011年8月6日、エーヴァと結婚。
- ターヴェト・ニレル (Taavet Niller) 
  - ダブルベース、ボーカルを担当。
  - ラクヴェレ出身。
  - ラクヴェレ音楽学校でサックスを専攻し卒業、タルトゥ大学ヴィリヤンディ文化アカデミーでダブルベースでのリズム音楽を専攻。
- ヤーン・ヤーゴ (Jaan Jaago)
  - ギター、ボーカルを担当。

## ディスコグラフィー
- Üle Ilma (2014年、邦題『世界を巡れ』)
- Hoolima (2017年、邦題『思いやり』)